# Russisch-orthodoxe Kathedrale (Nizza)

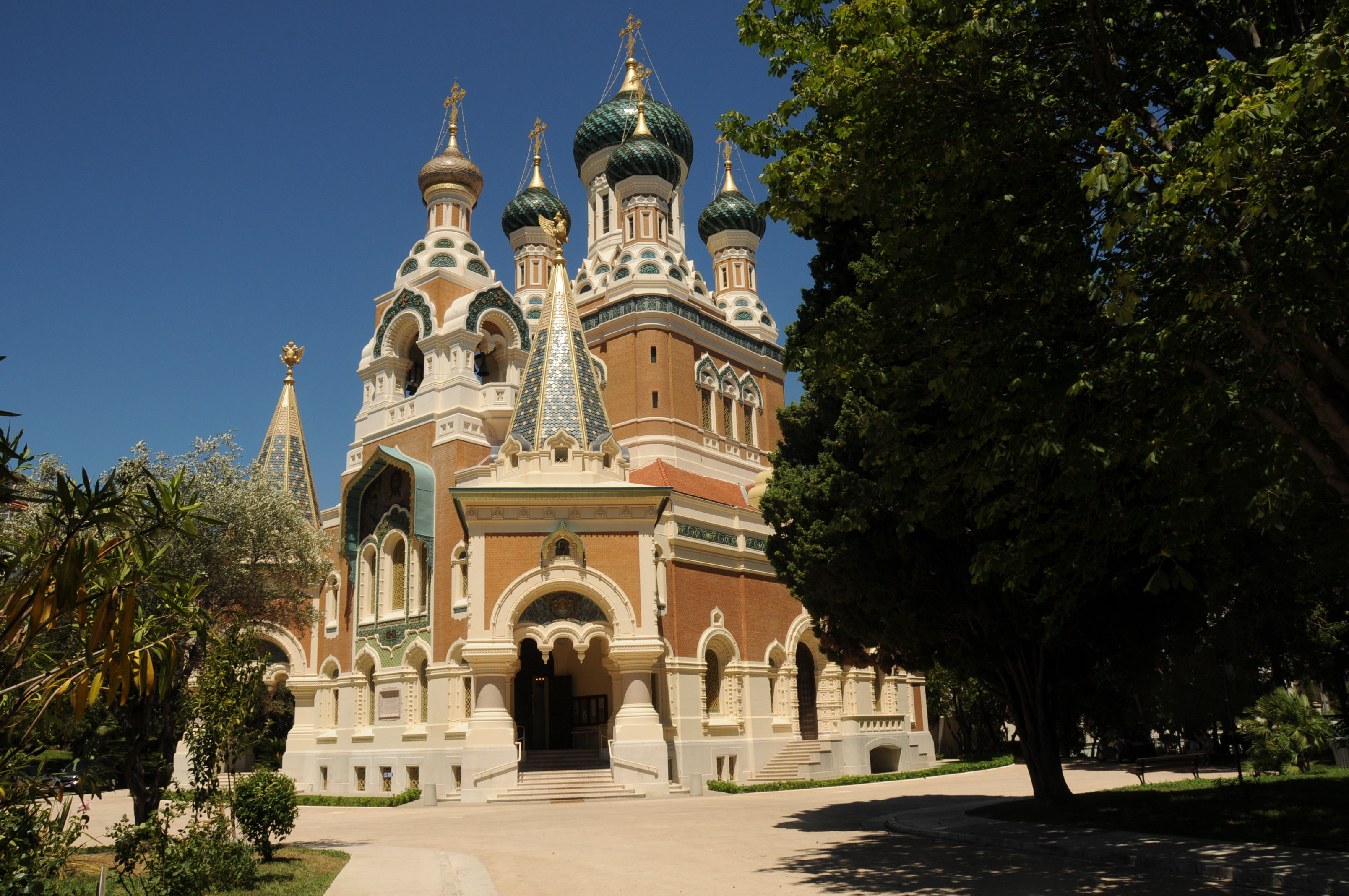
Kathedrale Saint-Nicolas in Nizza (2016)

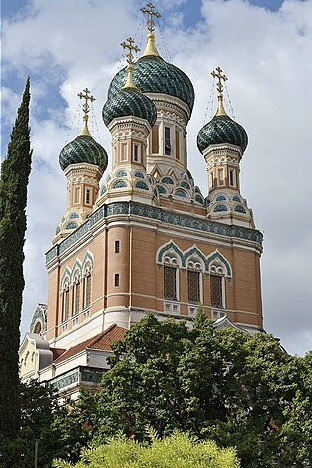
Kathedrale Saint-Nicolas in Nizza (2014)

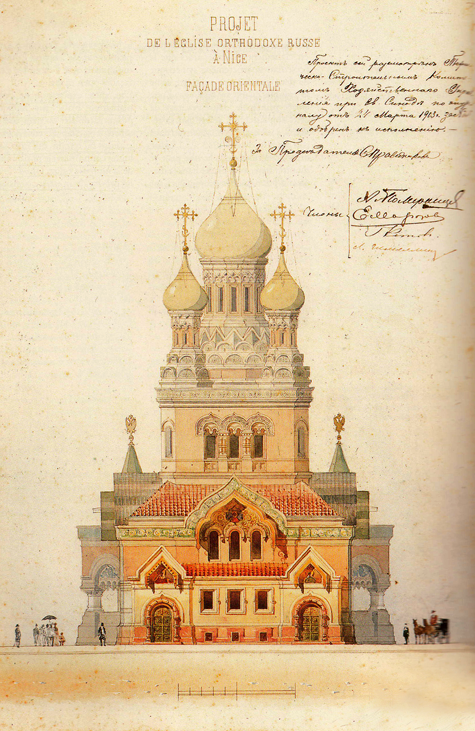
Entwurfszeichnung (1903)

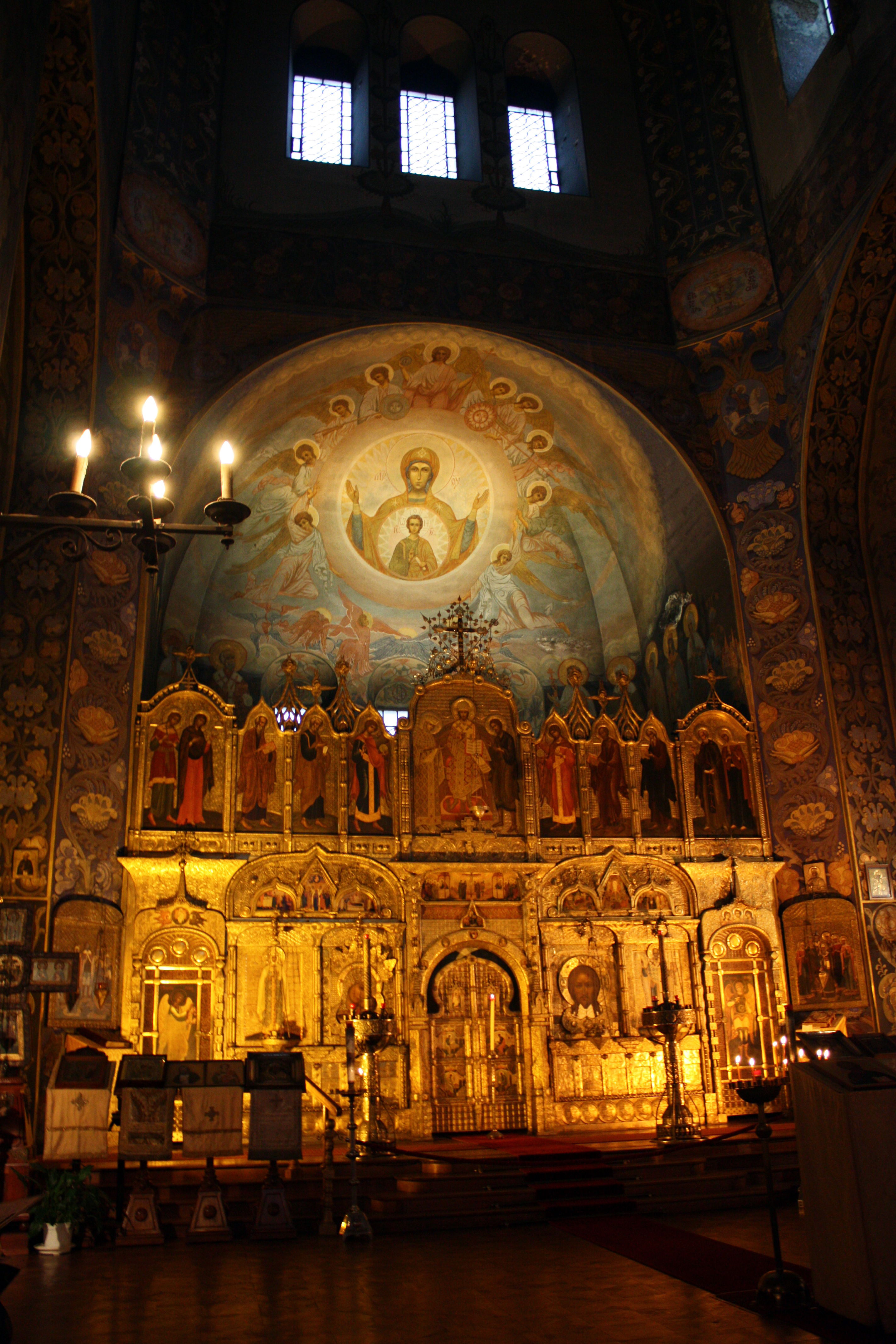
Ikonostase (2009)

Die Kathedrale Saint-Nicolas (französisch Cathédrale Saint-Nicolas, russisch Собор Святителя Николая Чудотворца, deutsch auch Nikolauskathedrale) ist eine russisch-orthodoxe Kathedrale in Nizza und neben der römisch-katholischen Kathedrale von Nizza ein wichtiges religiöses Bauwerk sowie eine der bekanntesten Sehenswürdigkeiten der Stadt.

## Geschichte
Nizza war ein bei russischen Adligen beliebtes Winterquartier und Urlaubsort, in dem von 1856 bis 1859 die erste russisch-orthodoxe Kirche Westeuropas, die Saint-Nicolas-et-Sainte-Alexandra, entstand und den bereits 1864 auch Alexander II. von Russland besuchte. Diese Kirche wurde bald zu klein für die sich bildende Gemeinde, so dass im späten 19. Jahrhundert Pläne für einen Neubau entwickelt wurden, von denen im Jahr 1896 auch Maria Fjodorowna, die Witwe von Alexander III. von Russland, erfuhr. Sie begann daraufhin, sich für das Projekt einzusetzen, übernahm die Schirmherrschaft und gewann ihren Sohn Nikolaus II. von Russland für das Projekt. Nachdem das erste Vorhaben im Jahr 1901 aufgrund des schlechten Baugrunds des erworbenen Grundstücks gescheitert war, erwarb Kaiser Nikolaus II. im Jahr 1903 ein weiteres Grundstück, auf dem eine neue größere Kirche erbaut werden sollte.
Das Grundstück im 2950 Quadratmeter großen Parc Belmond wurde nicht ganz zufällig gewählt, denn hier starb 1865 der 21-jährige Zarewitsch Nikolai Alexandrowitsch Romanow, weshalb dessen Vater (Kaiser Alexander II.) die Villa, in der Nikolai an Hirnhautentzündung verstarb, abreißen und eine Gedenkkapelle errichten ließ. Auch in den Neubau der Kathedrale südlich dieser Kapelle musste der russische Kaiser eingreifen, nachdem der Bau zwar am 38. Todestag des Zarewitsch im Jahr 1903 begonnen wurde, aber in den Jahren von 1906 bis 1908 aufgrund von finanziellen Schwierigkeiten pausierte, die aus dem Russisch-Japanischen Krieg und der Revolution in Russland resultierten, die die russischen Vermögen schmälerten. Die Weihe erfolgte am 17. Dezember 1912 im Andenken an den Zarewitsch.

### Die Bauleiter
Die Bauphase war von wechselnden Bauleitern und damit verbundenen Verzögerungen geprägt: Es begann Hippolyte Chevallier von der École Centrale d’Architecture (deutsch Zentralschule für Architektur, heute École Spéciale d’Architecture) in Paris, der Probleme mit den unterschiedlichen Bodentypen hatte, so dass ihn ein Herr Fombertaux von der École des beaux-arts de Marseille ablöste. Da dieser nach Meinung der Expertenkommission die falschen Baumaterialien verwendete, wurde er von Lucien Barbet von der École supérieure des beaux-arts de Paris ersetzt. Dieser zerstritt sich zeitweise mit dem Architekten, da sie die Innenausstattung unterschiedlich vorsahen. Die Bauleiter beauftragten zudem unterschiedliche Bauunternehmen, was ebenfalls zu Verzögerungen führte. Nachdem sich der Architekt mit seiner Idee durchgesetzt hatte und die Leitung der Baukommission ausgetauscht worden war, wurde im Oktober 1909 Joseph Mars (École des beaux-arts de Paris) vom neuen Präsidenten zum Bauleiter bestimmt. Dieser verkraftete den hohen Druck, der auf ihm lastete, obwohl bereits die Sockel der Vorhallen und des Glockenturms fertiggestellt waren, gesundheitlich nicht und wurde ein Jahr später durch Henri Stoecklin ersetzt, der zuvor hauptsächlich in Cannes zusammen mit seinem Vater Jules gewirkt hatte. Erst diesem gelang der Abschluss des Projektes.

### Rechtsstreit um die Zugehörigkeit
Die Kirche gehörte seit dem Jahr 1931 zum Erzbistum der orthodoxen Gemeinden russischer Tradition in Westeuropa, das dem Ökumenischen Patriarchat von Konstantinopel angehörte. Im Jahr 2006 entwickelte sich ein Rechtsstreit um die weitere Nutzung und Zugehörigkeit des Bauwerks, da neben der lokalen Organisation, die sich um den Erhalt der Kathedrale gekümmert hatte, zugleich auch die Russische Föderation Anspruch auf die Kathedrale und die Kapelle erhob, da sie sich als Rechtsnachfolger des Russischen Kaiserreiches sieht. Hintergrund war, dass die russische Gemeinde die Kirche im Jahr 1909 vom russischen Kaiser für 99 Jahre gemietet hatte und dieser Zeitraum im Jahr 2008 ablief. Seit 1923 bestand zudem die ACOR-Nice (L’Association Cultuelle Orthodoxe Russe de Nice, deutsch Russisch-Orthodoxe Religionsgemeinschaft von Nizza), die die Kathedrale betreute, da die Sowjetunion keinerlei Interesse am Erhalt der Kathedrale hatte. Kurz vor dem Ablauf der Pachtzeit hatte die Gemeinde noch die Kuppeln saniert. Im Februar 2006 schickte man bereits einen Gerichtsvollzieher, der die Kathedrale im Auftrag Russlands inventarisieren sollte, was zu ersten Gerichtsprozessen führte, die schließlich am Europäischen Gerichtshof für Menschenrechte endeten. Die Russische Föderation konnte sich letztendlich im Jahr 2013 durchsetzen, unterstellte die Kathedrale dem Patriarchat von Moskau und der ganzen Rus und somit der Diözese von Korsun. Die ACOR-Nice verließ daraufhin die Kathedrale. Anschließende Versuche Russlands, auch die alte Kirche von 1859, den russischen Friedhof und die Friedhofskapelle Saint-Nicolas von 1867 in Nizza zu beanspruchen, wurden hingegen vom Gericht abgelehnt, da dort eine andere Rechtslage (kein Pachtvertrag sowie Ersitzung) herrsche.
Aufgrund ihrer reizvollen Architektur entwickelte sich die Kathedrale zu einer Touristenattraktion und soll allein im Jahr 2010 über 273.000 Besucher gezählt haben. Im September 2011 kam es zur Schließung der Kathedrale, die erst im Juni 2012 wieder aufgehoben wurde. Hintergrund war der Streit um die Erhebung von Eintrittsgeld durch die ACOR-Nice, welche Russland untersagen wollte. Die Fassaden und Dächer der Kathedrale wurden in den Jahren von 1989 bis 1992 restauriert. Eine vollständige Sanierung durch die Russische Föderation erfolgte in den Jahren von 2014 bis 2016. Trotz des starken Bezugs auf den verstorbenen Thronfolger sowie der häufig vorzufindenden Namensgebung nach dem amtierenden russischen Herrscher (Nikolaus II.), der als Schutzpatron in Erscheinung trat, ist die Kathedrale dem heiligen Nikolaus (französisch Nicolas) gewidmet. Mittlerweile ist zudem die Straße an der Kathedrale nach dem russischen Kaiser Avenue Nicolas II benannt worden, die Hauptstraße südlich davon seit 1882 Boulevard Tzarewitch nach dem Zarewitsch Nikolai.

## Baubeschreibung
Die Kathedrale gilt als größte russisch-orthodoxe Kirche außerhalb Russlands. Der 52 Meter hohe Sakralbau wird von 5 Kuppeln bekrönt, wie es bei Kreuzkuppelkirchen häufig zu finden ist. Als Architekt wurde Michail Timofejewitsch Preobraschenski (1854–1930) aus Sankt Petersburg engagiert, der zuvor die Alexander-Newski-Kathedrale in Tallinn und die russisch-orthodoxe Kirche von Florenz entworfen hatte. Diese Bauten sind allesamt dem Historismus – genauer gesagt der neobyzantinischen bzw. neorussischen Architektur – zuzuordnen, die auf historischen Vorbildern basierte, diese aber deutlich stärker ausschmückte und mit Elementen anderer Stile versah, also dem Eklektizismus nahesteht. Die Kathedrale wurde im Jahr 1987 unter Denkmalschutz gestellt. Die Kuppeln wurden aus Stahlbeton geschaffen. Über der Apsis befindet sich eine sechste Kuppel, die diesen Glockenturm bekrönt. Auf jeder der Kuppeln befindet sich ein goldenes Kreuz, auf den Dächern teils glasierte Keramikfliesen. Historische Vorbilder sind die Kirchen des späten 16. Jahrhunderts der Region Moskau. Der Zutritt erfolgt über aufwendig gestaltete Vorbauten mit eigenen Pyramidendächern, die von goldenen Adlern bekrönt werden und den Glockenturm flankieren. Während dieser Vorbaubereich dominant in Erscheinung tritt, wurde die angrenzende Sakristei eher zurückhaltend gestaltet. Über den Portalen sind Alexander Newski beziehungsweise Maria Magdalena zu sehen.
Die Außenfassade wird durch zahlreiche Elemente ausgestaltet, zu denen Reliefs, Fresken und Mosaike (Jesus Christus, Nikolaus, Alexandra) zählen. Im Dachbereich finden sich darüber hinaus Friese, Kokoschniki und Zwiebeltürme, an der Kirche verstreut zudem Balkone, Säulen und florale Ornamente. Auch die Farbgebung einzelner Architekturelemente spielt eine große Rolle für die Erreichung der Gesamtwirkung.
Als Monument historique ist die Kathedrale seit dem 11. August 1987 mit der Nummer PA00080780 erfasst. Zwanzig Jahre später wurden dutzende Elemente des Inventars – zumeist Ikonen – separat unter Denkmalschutz gestellt.

## Ausstattung
Die ursprünglich geplante Innenausmalung wurde letztendlich nicht umgesetzt. Im Inneren finden sich allerdings wertvolle Holzschnitzereien, Fresken und Ikonen. Die Ikonostase wurde von Léonide Pianovsky aus Moskau geschaffen, der im Jahr 1909 damit beauftragt wurde und sich vor allem mit den Ikonen von Jaroslawl beschäftigte. Sie ist 8,30 Meter lang und 6,90 Meter hoch. Von den 36 Ikonen, aus denen sie besteht, sind 26 auf Leinwand, acht auf Holz und zwei auf Metall aufgebracht. Verziert wird sie mit besticktem Seidenstoff, Leder und Edelsteinen. Abgebildet sind Jesus Christus, Maria, die vier Evangelisten, die heilige Alexandra, der heilige Nikolaus, die Erzengel Gabriel und Michael sowie weitere Heilige. Zudem gibt es Szenen aus dem Leben von Jesus und Maria sowie eine Darstellung der Verkündigung des Herrn. Von Pianovsky stammen auch andere der zirka 300 weiteren Ikonen in der Kathedrale, etwa die große Muttergottesikone oder die große Peter-Ikone, die aus jeweils sieben Abbildungen zusammengesetzt wurden.
In der Krypta der Kathedrale werden Gegenstände von Alexander II. von Russland aufbewahrt, die seine morganatische Ehefrau Jekaterina Michailowna Dolgorukowa nach dem Attentat auf Alexander aufbewahrt und nach Nizza mitgebracht hatte. Dazu gehörte das blutbefleckte Hemd, die Weste und Uniform sowie ein Porträt und bestickte Taschentücher. Diese Gegenstände wurden zunächst in die Kirche Saint-Nicolas-et-Sainte-Alexandra überführt, dort aber am 8. November 2018 per Gerichtsvollzieher im Namen Russlands beschlagnahmt, da die Überführung als Diebstahl dargestellt wurde.